# Fiat 682
Le Fiat 682 est le premier véritable camion polyvalent, camion porteur et tracteur de semi-remorques, fabriqué par le constructeur italien Fiat V.I. de 1952 à 1988.
Il fait partie de la très grande famille des camions lourds Fiat V.I. équipés de la cabine Fiat « baffo » - à moustaches.
Ce véhicule sera fabriqué pendant plus de 36 ans et sera le principal outil de transport encore actuellement en service en Afrique. Il couvre la tranche lourde de transport de 16 à 40 tonnes.

## Le Fiat 682 en synthèse
Doté du moteur 6 cylindres en ligne Fiat 203 de 11 548 cm3 de cylindrée, il disposait d'un couple maximum de 740 N m à 900 tr/min.
Conçu pour répondre aux exigences de toutes les missions extrêmes, même en tout-terrain, pour des charges de 14 à 40 tonnes, ce camion se taillera une réputation jamais égalée à l'époque, de robustesse et de fiabilité. En Afrique, on trouve encore ces véhicules, construits localement au Nigeria ou importés d'Italie avec plus de 10 millions de kilomètres.
Comme toute la gamme Fiat V.I. de l'époque, et cela jusqu'en 1974, la conduite est à droite pour le marché italien, à gauche pour l'exportation, sauf la Grande-Bretagne.
Décliné en porteur et tracteur uniquement en version 4x2, il restera plus de 32 ans en fabrication en Italie, (4 ans supplémentaires en Éthiopie et au Nigéria) avant d'être remplacé par les Fiat 619, Fiat 683 et Fiat 684.

## L'histoire d'un mythe, le roi d'Afrique

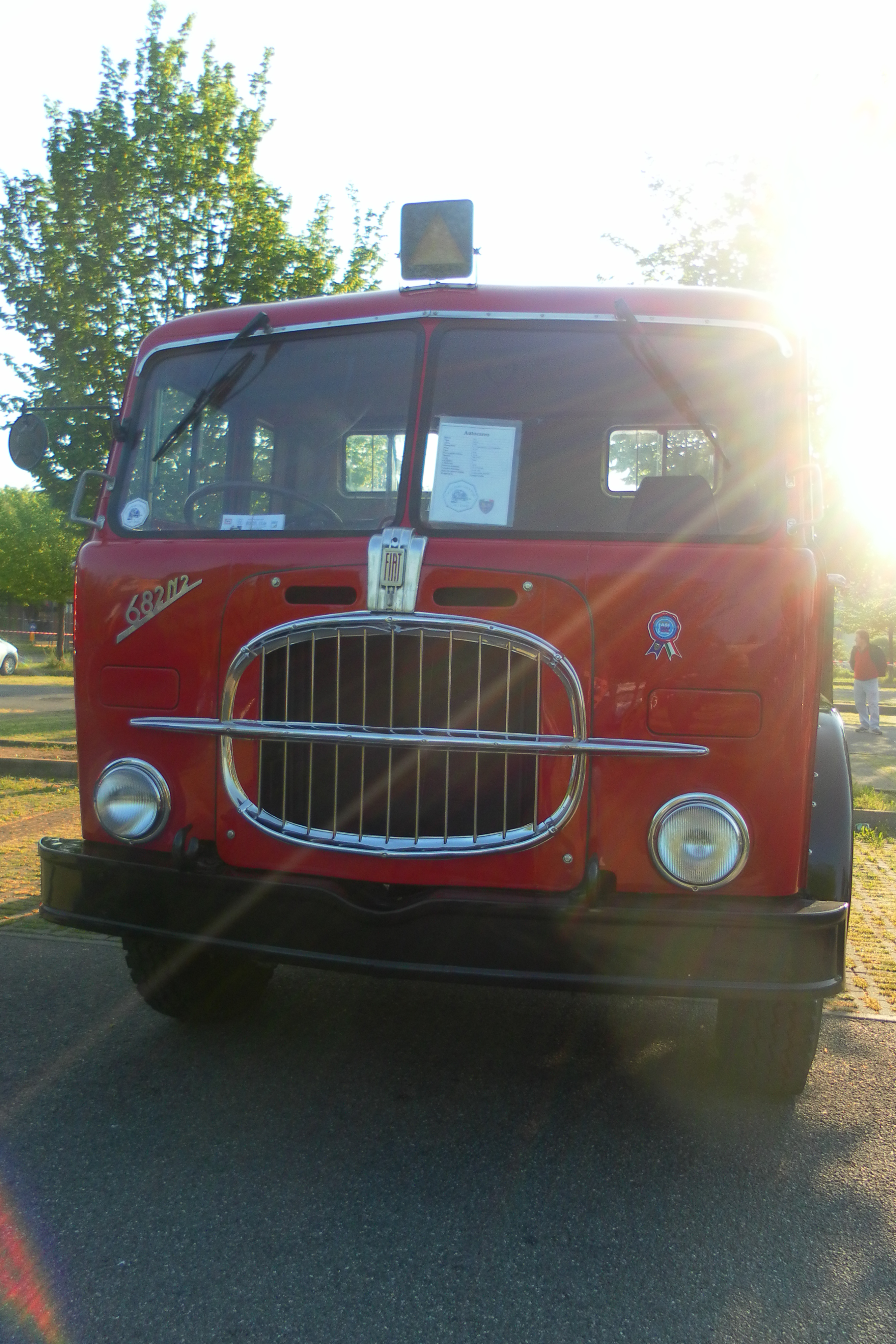
La cabine Fiat « baffo » de la première génération, avec conduite à droite

### La1resérie682N
Le Fiat 682N, où selon la tradition Fiat V.I. depuis 1931, N veut dire nafta - gasoil en italien - est un camion 2 essieux 4x2 qui sera transformé par les carrossiers italiens spécialisés en 6x2 avec ajout d'un essieu autodirecteur et relevable après l'essieu moteur, avec allongement du châssis, sinon devant l'essieu moteur sur une version à châssis long. Cette dernière solution était surtout adaptée aux utilisations chantier.
Au début des années 1950, Fiat V.I. teste sur les routes du Nord de l'Italie un nouveau modèle destiné à remplacer son porteur lourd, le Fiat 680, dont le lancement remontait au lendemain de la Seconde Guerre mondiale, en 1949. Le Fiat 680 était un très bon camion mais sa cabine datait et les performances de son moteur n'étaient plus à la pointe de la technique.
Fiat inaugure sur le "682" une nouvelle cabine qui sera le signe infaillible de reconnaissance des camions Fiat jusqu'en 1974, la cabine Fiat « baffo » à moustaches.
Les Italiens expliquent la longévité de ce camion ainsi :
- son prix de vente, le plus compétitif jamais connu,
- sa fiabilité et sa robustesse, jamais égalées,
- sa simplicité de construction qui fait qu'il pourra être assemblé dans de nombreux pays, sans souffrir de défauts,
- sa facilité d'entretien avec l'utilisation de composants très fiables et facilement disponibles.

#### Caractéristiques techniques1resérie
- Moteur : Fiat type 203*/ - 10,6 litres - 151 ch
- Boîte de vitesses 8+2 mécanique
- PTC : sur porteur 4x2 : 14,0 t en Italie, 18,0 t en Europe, plus remorque de 18,0 t.
- PTR tracteur semi-remorques : Version T2 - 32,0 t.

### La seconde série 682 N2/T2
En 1955, Fiat V.I. lance la seconde série avec la version "682N2" et "T2". Fiat n'a jamais expliqué pourquoi la version N1 et T1 n'a pas été commercialisée en Italie ; peut-être parce que cette référence était utilisée, en interne usine, pour les productions avec turbocompresseur en Argentine et au Mexique.
Le Fiat 682N2 dispose d'une cabine améliorée et légèrement différente qui sera également proposée sur la version suivante, le 682N3.
Dans cette même seconde série, Fiat lance la version 682 N2S/T2S avec un moteur suralimenté de 10,6 litres développant 180 ch. Cette version restera peu de temps en fabrication en Italie, en raison de l'apparition de la 3e série, le 682 N3/T3 qui ne reprendra pas cette variante moteur. Les Fiat 682 fabriqués au Mexique par Fiat-DINA SA et en Argentine garderont toujours le moteur suralimenté.
La version porteuse du "682 N2S" a été commercialisée en Italie entre 1959 et 1961 ; la version tracteur 682 T2S uniquement en 1960 et 1961.
La société AIFO (Applicazioni Industriali Fiat OM) qui utilise les bases des moteurs Fiat pour la marine, les groupes électrogènes et d'autres utilisations spécifiques a toujours suralimenté les moteurs Fiat 203.
Le Fiat 682 N2 dispose certes d'une cabine simple mais à l'instrumentation complète et pour les versions route, offre un vrai lit.
Comme d'habitude à cette époque en Italie et comme dans bien d'autres pays, les carrossiers spécialisés transformaient les camions 4x2 en 6x2 avec l'adjonction d'un essieu autodirecteur et relevable à l'arrière.
- pour les versions route, l'essieu est placé après l'essieu moteur avec allongement du châssis ce qui permet une combinaison 3+3 de 36 tonnes ou 3+4 de 40 tonnes en Italie,
- pour les versions chantier, le châssis choisi est la version longue et l'essieu est ajouté devant l'essieu moteur ; le PTC passe alors de 14 à 20 tonnes en Italie.

Comme pour tous les autres modèles de la gamme Fiat V.I., Fiat Bus utilisait les versions châssis pour les autocar/autobus reprenant les composants mécaniques principaux. C'est ainsi que le camion Fiat 682N2 fut décliné en version autocar sous le nom de Fiat 306, qui restera comme l'un des plus fameux autocars de l'époque. Il utilisait le même moteur Fiat 203/61 mais placé horizontalement.
Une version méthane sera également lancée sur la base du même moteur Fiat 203 qui développait alors 200 ch. Une version de ce moteur à essence a aussi été fabriquée pour les engins militaires le Fiat CP56 6x6.

### La3esérie682 N3/T3
Avec le lancement de cette version N3/T3 en 1962, Fiat garde la cabine modifiée du 682N2/T2 mais fait évoluer son moteur Fiat 203*/ en 203/61 dont la cylindrée passe à 11 548 cm3 avec 180 ch toujours au régime spectaculaire de 1 900 tr/min.
Ses concurrents italiens de l'époque étaient :
- L'OM Orione avec son gros V8 de 180 ch qui le devançait dans les côtes longues et raides mais se laissait doubler sur les tracés autoroutiers déjà très développés en Italie.
- Le Lancia Esatau B qui disposait d'une cabine luxueuse.
- L'Alfa Romeo 1000 qui était plus rapide sur le plat mais pas en montée et dont le moteur fumait beaucoup.

L'autocar Fiat 306/2 disposant de ce moteur suralimenté et avec une carrosserie spécifique Viberti, sera largement exporté vers le Paraguay dès 1959.

### La4esérie682 N4/T4
Cette dernière série du Fiat 682 le consacrera Roi d'Afrique. C'est parce que Fiat a ouvert une usine de fabrication de ce modèle au Nigéria que la version N4/T4 est apparue en 1970. La demande toujours très forte pour ce camion obligea Fiat à le garder au catalogue et à améliorer sensiblement la cabine pour la rendre conforme au standard de confort de ces années.
Le Fiat 682 N4/T4 ne quittera les chaînes de fabrication de l'usine Fiat SPA de Stura, dans la banlieue de Turin qu'en fin d'année 1988.

## Production
Le Fiat 682 a été fabriqué dans l'usine Fiat-SPA de Stura, près de Turin jusqu'en 1988. À partir de 1974, le camion était essentiellement destiné à l'exportation vers les pays africains où la demande était très importante vu sa réputation mais, il a également été fabriqué dans de nombreux autres pays :

### Mexique
Le Fiat 682 N2/T2 a été fabriqué au Mexique par la société mixte Fiat-DINA SA. La première série locale sera équipée du moteur Fiat 203.0/45 de 10,6 litres développant 160 ch à 2 000 tr/min. Ce camion disposait, comme l'original italien, de la cabine Fiat « baffo » de première génération.
La seconde série DINA, Fiat 682 N3/T3 sera dotée de la nouvelle cabine Fiat « baffo » correspondant à celle du 682N2 italien. C'est l'année suivante qu'apparut le moteur suralimenté avec la variante N2S de 180 ch.

### Belgique
À la suite des accords de coopération signés entre Fiat V.I. et Van Hool en février 1957, les camions Fiat 682 et 619 ont été produits par le constructeur belge d'autobus, en plus des carrosseries des autobus Fiat 306 et 308.

### Nigeria
Soucieux de pouvoir répondre à la demande des marchés de très nombreux pays d'Afrique, Fiat se voit contraint d'installer une unité de production à Kano au Nigéria en 1970, afin de libérer une ligne de production dans son usine de Turin. Cette usine produira le modèle 682 dans ses versions N3/T3 puis N4/T4 avec une cabine adaptée aux conditions locales, ventilation renforcée et climatisation en option.

## Curiosité
L'appellation 682 qui marqua le transport routier pendant plus de 36 ans, a été reprise par le groupe Fiat pour un camion du même gabarit mais fabriqué en Chine par Iveco à partir de 2013, l'Iveco 682. Ce camion est commercialisé en Chine et exporté dans les pays où les constructeurs asiatiques distribuent leurs produits, comme l'Asie et l'Afrique.